# 図書館短期大学
図書館短期大学（としょかんたんきだいがく、英語: Toshokan Tanki Daigaku）は、東京都世田谷区下馬4-1-1に本部を置いていた日本の国立大学である。1964年に設置され、1981年に廃止された。

## 概要

### 大学全体
- 東京都世田谷区に設置された日本の国立短期大学で、台東区上野公園内を仮住所としていた[1][注 1]。
- 本科1学科で入学定員80名、附属特別養成課程で入学定員40名体制にて1964年に開学[3][4][5][6]。
- 東京都世田谷区下馬にあった東京学芸大学附属世田谷小学校跡を校地としていた。
- 1971年に学科を増設[7]し、2学科体制となる。
- 1979年度の入学生を最後に[注釈 1]短期大学としての使命を終えた[注釈 2]。かつてのキャンパス跡地は、放送大学東京第一学習センター→東京世田谷学習センターを経て、現在下馬中央公園（東京学芸大学附属高等学校の隣接地）になっている。

### 教育および研究
- 全国で唯一、図書館職員を養成する専門教育が行われていたところに特色がある[注 2]
- 一般的な図書館学とドキュメンテーションに関する学科の2つを設置[9] 。

### 学風および特色
- 四年制大学に付設されていない国立の短期大学であった[10]。
- 男女共学だったが、女子学生の方が圧倒的に多かった[11][注 3]。

## 沿革[注 4]
- 1919年 乗杉嘉壽が「圖書館員を專門的に養成すべしといふ事」を建議する[15][16]。
- 1921年 図書館員教習所が創設される[17]。
- 1925年 図書館講習所に改称される。
- 1945年 図書館講習所が一時閉鎖される[18]。
- 1947年 図書館職員養成所が創設される。
- 1964年
  - 4月1日 図書館短期大学が以下の学科体制にて開学する[1][注 5]
    - 図書館科[注 7]
    - 別科図書館専修 入学定員40名、修業年限1年制
- 1965年 所在地を世田谷区に統一される[22]。
- 1967年 図書館科の入学定員を80名[23]→120名[24]に増員[注 9]。
- 1971年
  - 4月1日 左記をもって以下の学科を増設する[26][27]。
    - 文献情報学科[注 11]
    - 図書館学科の入学定員120名[29]を再度80名に減員[注 13]。
- 1972年 学生主事が設置される[30]。
- 1973年 事務部を1部2課制すなわち庶務課、会計課に改組する[31]。
- 1974年 8月頃に、将来筑波研究学園都市において移転の計画がなされる[32][33]。
- 1979年
  - 4月1日 左記をもって図書館学科及び文献情報学科の各学生の受け入れ最後となる[注 16]
- 1980年
  - 4月1日 左記をもって最後の別科のみ学生募集を行う[14]。
- 1981年
  - 3月31日 左記をもって短期大学としての使命を終える[35][注 19]。

## 基礎データ

### 所在地
- 東京都世田谷区下馬4-1-1

### 象徴
- 図書館短期大学のカレッジマークは本短期大学の創立記念日である月の6月にちなんだ橘をイメージしたものとなっている[14]。

## 教育および研究

### 組織

#### 学科
- 図書館学科[注 20]
- 文献情報学科[注 21]

#### 専攻科
- なし

#### 別科
- 図書館専修[注 22]

#### 取得資格について
- 司書資格

#### 附属機関
- 附属図書館あり[38]

### 研究
- 『図書館短期大学紀要』[39]

## 大学関係者と組織

### 大学関係者一覧
歴代学長
- 岡田温[40]
- 太田和彦
- 齋藤毅
- 服部金太郎
- 松田智雄[41]

## 施設

### キャンパス
- 当時、東急東横線学芸大学駅より徒歩約12分の場所にあった。
- または渋谷駅より東急バス「学芸大学附属高等学校前」・「図書館短期大学前」バス停留所下車してすぐの場所にあった。

## 社会との関わり
- 公開講座が実施されていた[42]

## 卒業後の進路について

### 就職について
- 両学科とも、大学図書館・公共図書館が特に多かった[43]。

### 編入学・進学実績
- 図書館学科：年度にもよるが、進学者はデーター上0 - 6人程度となっていた[43]。
- 文献情報学科：年度にもよるが、進学者はデーター上0 - 3人程度となっていた[43]。